# Отто Рудольф фон и цу Шауенбург
Граф Отто Рудольф фон и цу Шауенбург (нем. von Schauenbourg), также встречаются варианты написания Шаумбург, Шомбург (умер в 1709) — военачальник, генерал-майор русской кавалерии, участник Северной войны.

## Биография
Из дворянского рода из Моравии. Начал военную службу волонтёром в армии императора Священной Римской империи, дослужился до чина капитана от кавалерии, затем через 3 года произведен в подполковники. Спустя год переведен во флот в том же чине и плавал по Дунаю на «большом арматурном корабле», сражался против турок. Выразил желание сформировать собственный полк, получил от императора чин полковника, однако полк формировать разрешения не получил по причине уже достаточного количества набранных полков.
Принят на русскую военную службу Г. Г. фон Розеном в марте 1704 года, в июле 1704 года прибыл в Киев, в сентябре 1704 года — в Москву, тут же отбыл в действующую армию, получил чин полковника и должность командира драгунского полка, сражался под Калишем (1706). Вскоре во главе бригады участвовал в неудачной осаде Выборга. В 1707 году командовал русскими войсками в успешном бою при Кююреля.
Позже — генерал-майор русской кавалерии, в кампании 1709 года сражался под Опошней, Красным Кутом и под Полтавой. Вскоре умер, вероятно, в Киеве.